# Ausztrália a Junior Eurovíziós Dalfesztiválokon
Ausztrália öt alkalommal vett részt a Junior Eurovíziós Dalfesztiválon.
Az ausztrál műsorsugárzó a Australian Broadcasting Corporation (ABC), amely társult tagja az Európai Műsorsugárzók Uniójának, és 2015-ben csatlakoztak a versenyhez.

## Története

### Évről évre
Ausztrália társult tagja az Európai Műsorsugárzók Uniójának. A versenyt azonban eddig minden évben közvetítették, és a felnőtt versenyhez hasonlóan a Junior Eurovíziót is nagy érdeklődéssel követik az országban.
Miután Ausztrália az Eurovíziós Dalfesztivál hatvanadik évfordulója alkalmából vendégként meghívást kapott a 2015-ös versenyre, a szervezők úgy gondolták, a nagy érdeklődésre és az ott elért ötödik helyre való tekintettel a gyerekek megmérettetésére is meghívják az országot.
Az első ausztrál versenyző Bella Paige volt, aki My Girls című dalával a nyolcadik helyen végzett Szófiában. Egy évre rá ennél is jobb, ötödik helyen végeztek Alexa Curtis-el. A következő két évben harmadikként zárták a versenyt. 2019-ben először egy fiú képviseli az országot, aki végül Bella Paigehez hasonlóan nyolcadikként végzett. A következő évben a Covid19-pandémia miatt visszaléptek a versenytől és azóta nem vettek részt a dalfesztiválon.

### Nyelvhasználat
Ausztrália öt versenydala teljes egészében angol nyelvű volt.

## Résztvevők
| Év   | Előadó          | Dal          | Magyar fordítás      | Helyezés | Pontszám |
| ---- | --------------- | ------------ | -------------------- | -------- | -------- |
| 2015 | Bella Paige     | My Girls     | Lányaim              | 8.       | 64       |
| 2016 | Alexa Curtis    | We Are       | Mi vagyunk           | 5.       | 202      |
| 2017 | Isabella Clarke | Speak Up     | Beszélj hangosan     | 3.       | 172      |
| 2018 | Jael            | Champion     | Bajnok               | 3.       | 201      |
| 2019 | Jordan Anthony  | We Will Rise | Fel fogunk emelkedni | 8.       | 121      |

## Közvetítés
| Év        | Rendező   | Kommentátor                                      | Pontbejelentő                                    |
| --------- | --------- | ------------------------------------------------ | ------------------------------------------------ |
| 2003–2012 | 2003–2012 | Nem volt                                         | Nem vettek részt                                 |
| 2013      | Kijev     | Andre Nookadu és Georgia McCarthy                | Nem vettek részt                                 |
| 2014      | Marsa     | Andre Nookadu és Georgia McCarthy                | Nem vettek részt                                 |
| 2015      | Szófia    | Ash London és Toby Truslove                      | Ellie Blackwell                                  |
| 2016      | Valletta  | Nem volt                                         | Sebastian Hill                                   |
| 2017      | Tbiliszi  | Pip Rasmussen, Tim Mathews és Grace Koh          | Liam Clarke                                      |
| 2018      | Minszk    | Pip Rasmussen, Lawrence Gunatilaka és Grace Koh  | Ksenia Galetskaya                                |
| 2019      | Gliwice   | Pip Rasmussen                                    | Szymon                                           |
| 2020–     | 2020–     | Nem vettek részt és nem közvetítették a versenyt | Nem vettek részt és nem közvetítették a versenyt |

## Lásd még
- Ausztrália az Eurovíziós Dalfesztiválokon